# شارلوته وايس
شارلوته وايس هي رسامة سويسرية، ولدت في 24 يونيو 1870 في بازل في سويسرا، وتوفيت في 29 ديسمبر 1961 في هرليبرغ في سويسرا.